# Macrones

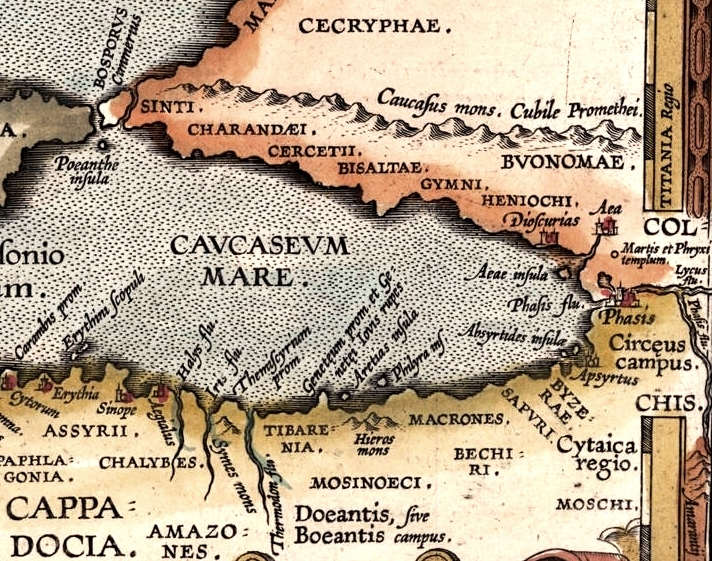
Mapa de Abraham Ortelius de 1624 donde aparece la ubicación de los macrones.

Los macrones eran los miembros de un pueblo de la Antigüedad que vivían en una zona del noreste de Anatolia. 
Apolonio de Rodas los menciona entre los territorios junto a los que debían pasar los Argonautas en su viaje hacia la Cólquide en busca del vellocino de oro. El autor los ubica en las proximidades de la isla de Fílira, de los bequires, los sapires y los biceres, detrás de los cuales ya se encontraba la Cólquida.
Según Heródoto, practicaban la circuncisión, que habían aprendido de los cólquicos. El historiador los cita entre los pueblos tributarios de los persas. Pertenecían a una demarcación tributaria que compartían con los moscos, mosinecos, tibarenos y mares que debía aportar trescientos talentos. Formaron parte de la expedición que Jerjes realizó en el 480 a. C. contra Grecia. Los mosinecos y los macrones estuvieron bajo el mando de Artaíctes en esta expedición. Se contaba que iban armados, al igual que los moscos, con yelmos de madera, escudos y lanzas cortas con puntas de hierro.
En el 401 a. C., los griegos de la Expedición de los Diez Mil llegaron al territorio de los macrones. Estos llevaban lanzas, escudos de mimbre y túnicas de crin y pretendían combatir a los griegos para evitar que invadieran su territorio pero un esclavo que estaba entre los griegos y que entendía su lengua parlamentó con ellos. Les explicó que los griegos únicamente necesitaban atravesar el territorio para volver a su patria. Así pues, llegaron a un acuerdo, atravesaron su territorio en tres días y mercadearon con ellos.
Estrabón indica que los macrones fueron llamados más tarde sanos pero Plinio en cambio los presenta como dos tribus distintas.